# Shortest remaining time

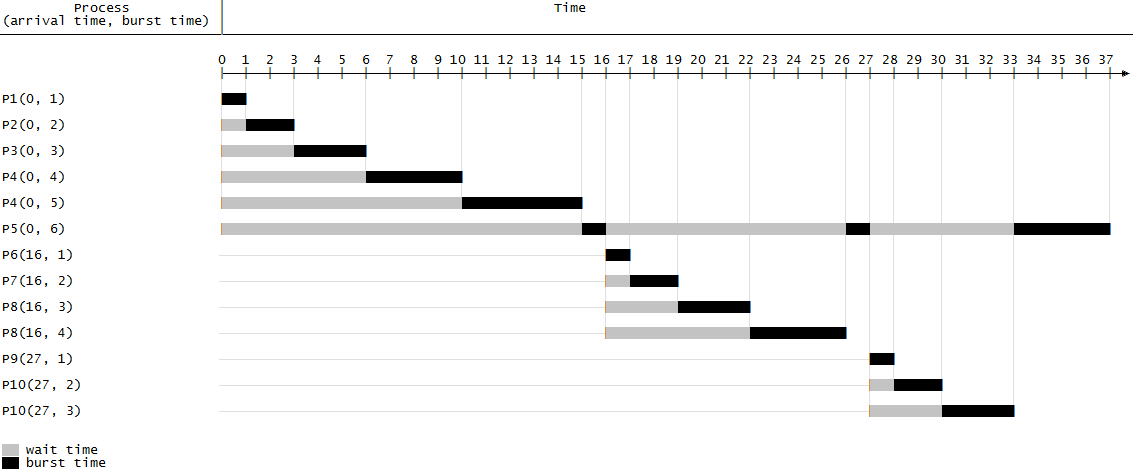
Exécution d'un ordonnancement avec temps restant court en premier. Chaque ligne représente un processus et chaque case noire représente une période d'exécution effective du processus.

Shortest remaining time (le plus court temps restant) (ou parfois Short remaining time first, le temps restant court en premier) est une méthode d'ordonnancement des processus dans un ordinateur,.
Dans cette méthode d'ordonnancement, le processus qui requiert le moins de temps pour compléter son exécution est celui qui est exécuté en priorité,.